# San Pablo, Bolívar
San Pablo là một khu tự quản thuộc tỉnh Bolívar, Colombia. Thủ phủ của khu tự quản San Pablo đóng tại San Pablo Khu tự quản San Pablo có diện tích 1977 ki lô mét vuông. Đến thời điểm ngày 28 tháng 5 năm 2005, khu tự quản San Pablo có dân số 20965 người.